# Timothy Boulet
Timothy Loic Messeck Boulet (* 29. November 1998 in Port Vila) ist ein vanuatuischer Fußballspieler.

## Karriere

### Verein
Von United Malampa wechselte Boulet im Sommer 2017 zum Sheperds United FC. Anfang 2019 folgte ein Wechsel zum Malampa Revivors FC und im Sommer 2020 ein weiterer zum Ifira Black Bird FC. Seit Mitte 2023 steht er in Neuseeland beim Auckland City FC unter Vertrag. Dort stand er auch im Kader für die Klub-Weltmeisterschaft 2023, kam hier jedoch nicht zum Einsatz. Seit Anfang März 2025 ist er vereinslos.

### Nationalmannschaft
Mit der vanuatuischen U20 nahm er an der Ozeanienmeisterschaft 2016 teil, wo er es mit seinem Team bis ins Finale schaffte und in diesem mit 0:5 gegen Neuseeland unterlag.
Für die A-Nationalmannschaft debütierte er am 10. März 2023 bei einer 0:3-Freundschaftsspielniederlage gegen Fidschi, als er zur 61. Minute eingewechselt wurde. Kurz danach folgten noch Einsätze beim Intercontinental Cup 2023 sowie Teilnahmen am MSG Prime Minister’s Cup 2023 sowie den Pazifikspielen 2023. Auch für den Kader bei der Ozeanienmeisterschaft 2024 wurde er nominiert und kam hier auf drei Einsätze, darunter auch bei der Finalniederlage gegen Neuseeland, bei welcher er mit gelb-rot in der 75. Minute vom Platz gestellt wurde.